# Darvas Iván
Darvas Iván (született: Darvas Szilárd, Beje, 1925. június 14. – Budapest, 2007. június 3.) a Nemzet Színésze címmel kitüntetett, kétszeres Kossuth- és kétszeres Jászai Mari-díjas magyar színművész, érdemes és kiváló művész, a Halhatatlanok Társulatának örökös tagja. Első felesége Tolnay Klári Kossuth-díjas színművész, második felesége Házy Erzsébet Kossuth- és Liszt Ferenc-díjas szoprán operaénekes, színésznő volt.

## Életpálya
Darvas Szilárd néven született Bején (jelenleg Szlovákia). Gyermekkorát Prágában töltötte (1926–1939), ahol apja újságíróként dolgozott. Anyja orosz származása révén oroszul, és mivel német iskolába járt, németül is megtanult. Otthon és egymás között magyarul beszéltek, amiről Darvas Iván sokáig azt hitte, hogy egy titkos nyelv, amit csak ők értenek. Társalgási szinten beszélt még angolul és csehül.
1939-ben költözött Magyarországra. 1943-ban érettségizett. 1945-ben egy szovjet katonai alakulat tolmácsa volt. A Színiakadémiát – ahol évfolyamtársa volt Kállai Ferenc – nem fejezte be. Elmondása szerint egyike volt azon növendékeknek akik nagyon háttérbe voltak szorulva és nem tanult ott semmi olyat, ami a színészi pályához fontos lenne. Az úgynevezett rostavizsgán kiesett, eltanácsolták. 21 évesen (1946) szerepet kapott a Művész Színházban Várkonyi Zoltánnál, 1949-ig. Ekkor vette fel az Iván keresztnevet, hogy Darvas Szilárd költő, humoristától megkülönböztesse magát.
1949–1956 között a Madách Színházban is játszott.
Az 1956-os forradalom idején forradalmi bizottságot szervezett, hogy bátyját (Darvas Attila tervezőmérnököt) kihozza a börtönből. Ezért a forradalom leverése után 32 hónap börtönre ítélték (1957–1959), 1957-ben Kistarcsára került Szakáts Miklóssal együtt, majd évekig nem játszhatott. Segédmunkásként egy VII. kerületi, Damjanich utcai műanyagfröccsöntő üzemben dolgozott 1959–1963 között.

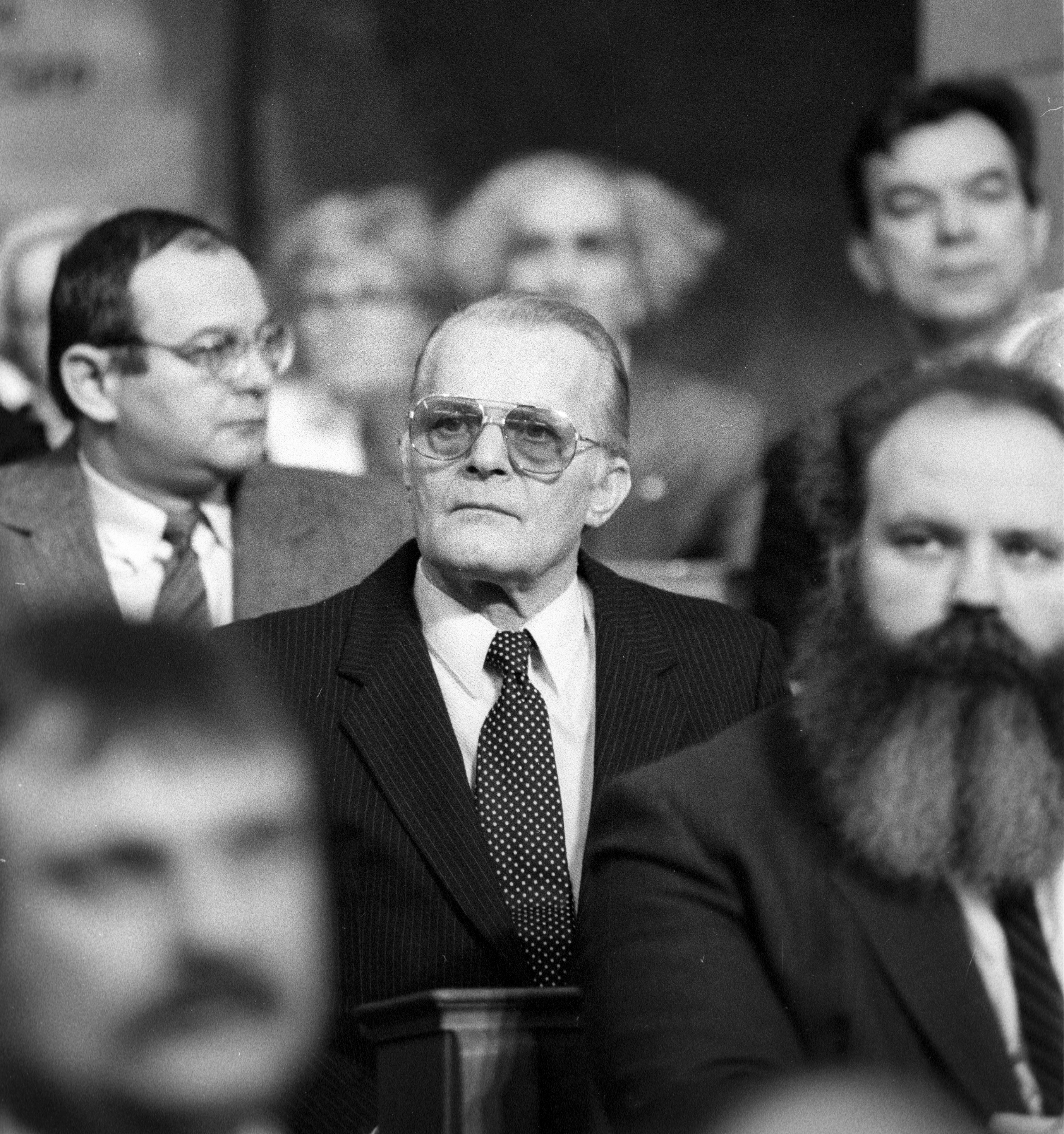
Darvas Iván az Országgyűlésben (1990), mandátumát 1994-ig töltötte be

1963-ban kerülhetett újra színpadra. Az 1963–64-es évadra a Miskolci Nemzeti Színházba, majd 1964–65-ben a József Attila Színházba szerződött. Itt a II. József címszerepét, illetve Fredet (Imádok férjhez menni) játszhatta el.
1965–1989 között a Vígszínházba szerződött Várkonyi Zoltánhoz. 1990-től szabadfoglalkozású színész volt.
1990-ben újra politikai szerepet vállalt, a Szabad Demokraták Szövetsége színeiben országgyűlési képviselő lett. Mandátumát 1994-ig töltötte be. 1993–95 között ismét a Művész Színházban játszott. 1995-től a szolnoki Szigligeti Színházban lépett fel.
Utolsó éveiben sokat betegeskedett, teljesen visszavonult a nyilvánosságtól. Súlyos vese- és szívműtéten is átesett.
Budapesten hunyt el, másfél héttel a 82. születésnapja előtt. Temetése nem volt, hamvait a család hazavitte.

## Családja
Szülei Darvas János és Antonyina Jevdokimova voltak (becenevén Tonya). Antonyina apja művész volt Szentpétervárott; két gyermeke született Antonyina 1896. december 21-én és Alexandander 1898-ban. Antonyina ápolónőként ismerkedett meg Darvas Jánossal egy hadifogolytáborban, és 1918-ban összeházasodtak. 
Első felesége, Tolnay Klári börtönbüntetése alatt, 1958-ban elvált tőle. Második felesége Házy Erzsébet volt. 1972-ben vette feleségül, harmadikként, Motorcza Irén fotóst, két gyermekük született: Ráchel Tatjána (1975) és Benjámin Olivér (1976).

## Főbb színházi szerepei

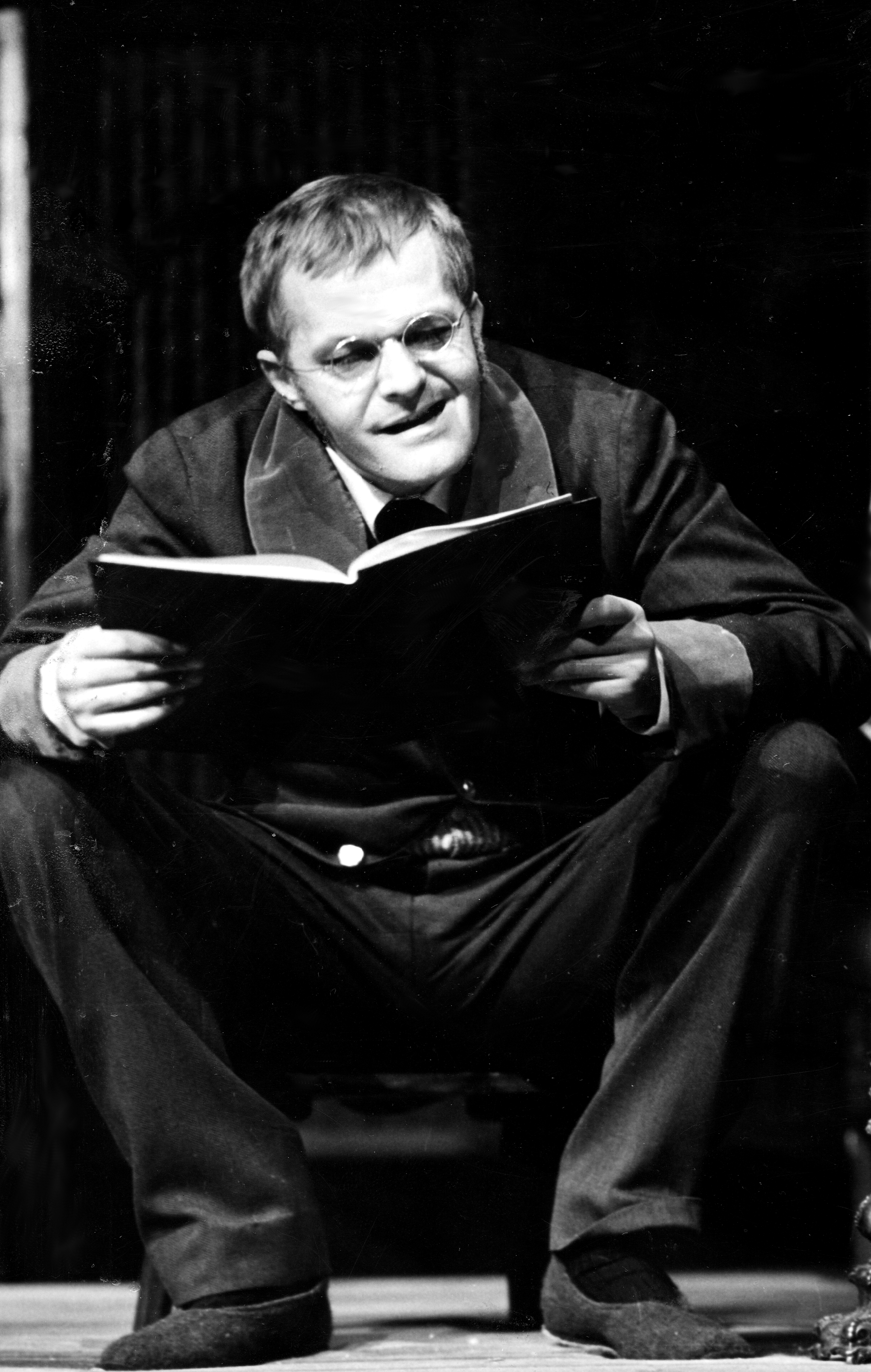
Az Egy őrült naplója című darabban (1968)

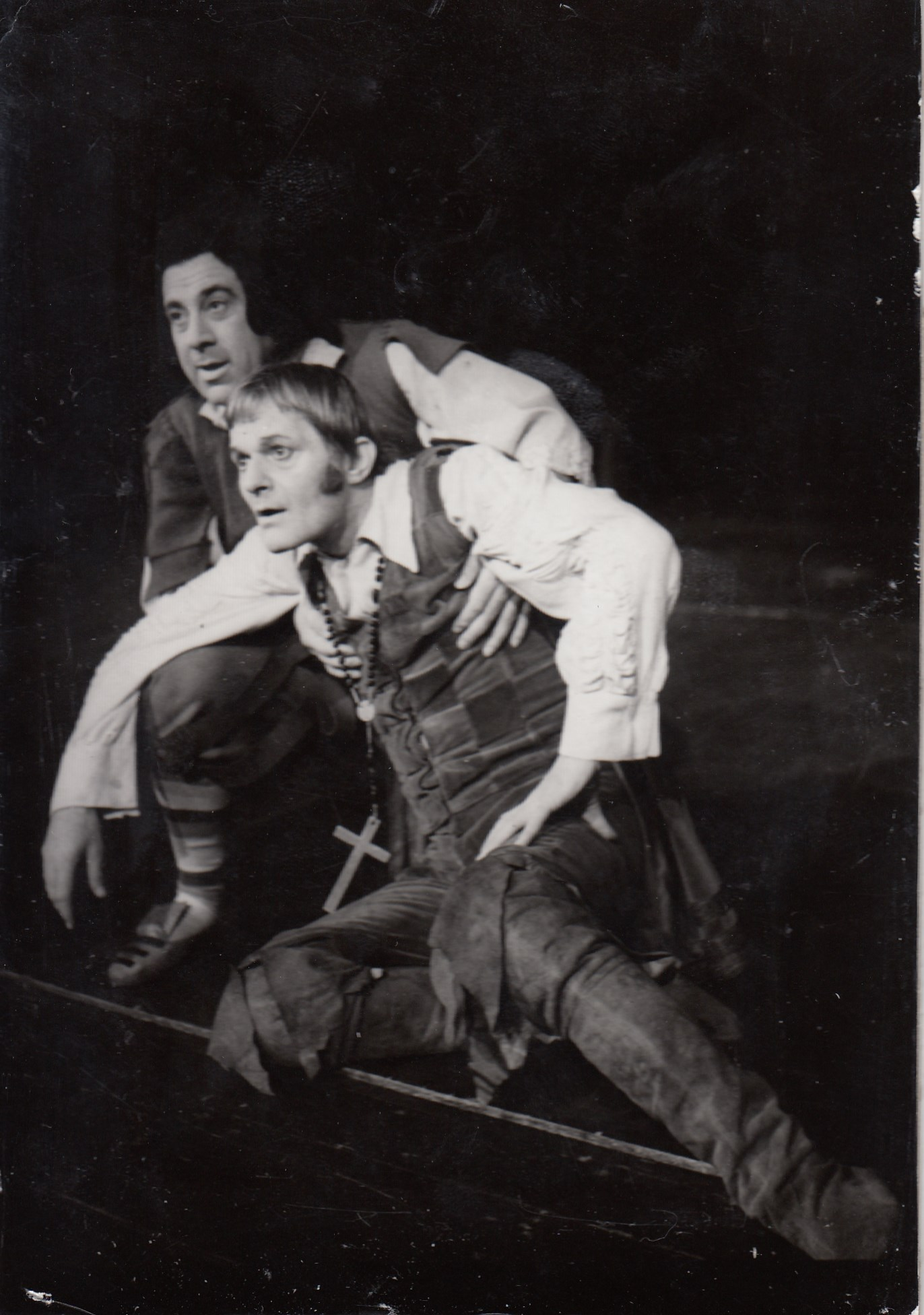
Mucsi Sándorral a La Mancha lovagja című darabban

- Raszkolnyikov (Dosztojevszkij–Ackland: Bűn és bűnhődés)
- Tuzenbach, Versinyin (Csehov: Három nővér)
- Firsz (Csehov: Cseresznyéskert)
- Asztrov (Csehov: Ványa bácsi)
- Trigorin (Csehov: Sirály)
- Báró (Gorkij: Éjjeli menedékhely)
- Popriscsin (Gogol–Lunean–Coggio–Czimer J.: Egy őrült naplója)
- Larry Slade (O’Neill: Eljő a jeges)
- Don Quijote (Wasserman–Leigh: La Mancha lovagja)
- Martin Dysart (Peter Shaffer: Equus)
- Orfeusz (Jean Anouilh: Euridiké)
- Antonius (Shakespeare: Antonius és Kleopátra)
- Rómeó (Shakespeare: Rómeó és Júlia)
- Becket Tamás (Anouilh: Becket vagy Isten becsülete)
- Newton (Friedrich Dürrenmatt: Fizikusok)
- Színész (Molnár Ferenc: A testőr)
- Arnolf (Molière: A nők iskolája)
- Warwick (G. B. Shaw: Szent Johanna)
- Molière (Mihail Bulgakov: Őfelsége komédiása)
- Peachum (Bertolt Brecht–Kurt Weill: Koldusopera)
- Felix Unger (Neil Simon: Furcsa pár)
- Hamm (Samuel Beckett: Végjáték)
- Ludosi, Salieri (Peter Shaffer: Amadeus)
- Patrick Süskind: A nagybőgő

## Filmjei

### Játékfilmek
- Beszterce ostroma (1948)
- Forró mezők (1948) – Lengyel Laci
- Díszmagyar (1949) – Dodo
- Egy asszony elindul (1949)
- Erkel (1952) – Liszt Ferenc
- Semmelweis (1952) – Michaelis professzor
- Föltámadott a tenger 1-2. (1953) – Vasvári Pál
- Életjel (1954) – Jancsó
- Liliomfi (1954) – Liliomfi
- Rokonok (1954)
- A 9-es kórterem (1955) – Sós doktor
- Budapesti tavasz (1955) – Karaganov főhadnagy
- Gázolás (1955) – Csanádi András
- Dollárpapa (1956) – Dr. Szekeres Jenő
- Mese a 12 találatról (1956) – Fazekas Géza, történelemtanár
- Bakaruhában (1957) – Sándor
- Gerolsteini kaland (1957) – Martin nagyherceg
- Férjhez menni tilos (1963) – Allan Brown
- Pacsirta (1963) – Füzess Feri
- Új Gilgames (1963) – Dávid
- Az aranyfej (1964)
- Miért rosszak a magyar filmek? (1964) – Zeneszerző
- Mit csinált felséged 3-tól 5-ig? (1964) – Mátyás király
- Igen (1964) – Kiss János, mérnök
- A tizedes meg a többiek (1965) – Gálffy Eduárd zászlós
- Játék a múzeumban (1965)
- Tilos a szerelem (1965) – A herceg
- Egy magyar nábob (1966) – Kárpáthy Abellino
- Hideg napok (1966) – Tarpataki főhajónagy
- Kárpáthy Zoltán (1966) – Kárpáthy Abellino
- Sok hűség semmiért (1966) – Kántor, pilóta
- Az özvegy és a százados (1967) – Feri
- Egy szerelem három éjszakája (1967) – Boldizsár
- Fiúk a térről (1967) – Diogenes
- Megfagyott villámok (1967) – Atomfizikus
- Tanulmány a nőkről (1967) – Dénes, az író
- Próféta voltál szívem (1968) – Szabados Gábor újságíró
- A nagy kék jelzés (1969) – Mócz, drámaíró
- Az örökös (1969) – Perjés doktor
- Isten hozta, őrnagy úr! (1969) – Narrátor (hang)
- A vágy neve Anada (1970) – Kristof
- N.N., a halál angyala (1970) – Lóránd doktor
- Szerelem (1970) – János
- Touha zvaná Anada (1970)
- Kapaszkodj a fellegekbe! (Derzhis za oblaka) (1971) – Perczel János
- Hét tonna dollár (1974) – Zima
- A Pendragon legenda (1974) – Earl of Gwynedd
- Ámokfutás (1974) – Mária férje
- Színes tintákról álmodom (1979) – A lovag
- Halál a sekély vízben (1994) – Kozlov
- A Morell fiú (1999, rövid játékfilm) – Tanár úr
- Beresina, avagy Svájc végnapjai (Beresina oder Die letzten Tage der Schweiz) (1999) – Direktor Vetterli
- Hazudós Jakab (Jakob the Liar) (1999) – Hardtloff tábornok (2000-es magyar szinkron)
- Waterloo-i győzelem (2000)
- Film… (2000)
- A Hídember (2002) – Metternich
- Szent Iván napja (2002) – Idős színész
- Egy hét Pesten és Budán (2003) – Drégely Iván

### Tévéfilmek
- A tenger csendje (1965) – Werner von Ebrennac
- Denevér (1965) – Karnevál herceg
- Un Fair Lady (1966) – Higgins
- Könnyű kis gyilkosság (1967) – Detektív
- Platonov szerelmei (1967) – Mihail Platonov
- Az idő ablakai (1969) – Tudós
- VII. Olivér (1969) – VII. Olivér Király / Oszkár a Festő
- Antonius és Gugyerák (1970)
- Szerelem a ládában (1970) – Mesélő (hang)
- Egy óra múlva itt vagyok… (1971) – Vereczkey százados (8. részben)
- Hogyan akarta megmenteni Pilátus Júdást? (1972) – Afrianus
- Öt férfi komoly szándékkal (1972)
- Aranyborjú 1-3. (1973) – Bender Oszkár
- Bizonyíték nélkül (1973)
- Csalódások (1973) – Elemír úr
- Egy filozopter szerelmei (1973)
- Vivát, Benyovszky! (1973) – D’Aquillon (1975-ös magyar szinkron)
- Zrínyi (1973) – Ezredes
- Három nővér (1974) – Versinyin
- Kínai kancsó (1974) – Martiny lovag
- Napraforgó (1974)[14] – Andor
- Pokol-Inferno (1974) – Ucolino
- Vacsora a hadiszálláson (1974) – Wenckheim
- Az Elnökasszony 1-2. (1975)[15] – Mr. David
- Császárlátogatás (1975)[15] – Metternich
- Hazugok (1975) – Kabát, újságíró
- Hosszú utazás (Il lungo viaggio) (1975)
- Soliom bűne (1975) – Zoltán
- A játszma 1-3. (1976) – Karl
- Agónia (1976) – Lenbach báró
- Hungária Kávéház 1-6. (1976) – Bankigazgató; Katonai bíró
- Sakk, Kempelen úr! 1-3. (1976) – Kasper professzor
- Zenés TV Színház: Egy csók és más semmi (1976) – Oszkár, bárzongorista
- A glembay család (1977) – Leone Glembay
- A nagy ékszerész (1978)[16] – Gyáros
- Randevú éjfélkor (1978)
- Váljunk el! (1978) – Des Prunelles
- A párbaj (1979) – Brit nagykövet
- Az örök Don Juan (1979)
- Ingyenélők (1979) – Bencze
- Léda – Egy farsangi éj komédiája (1979) – Oliver Urban
- Ugye nem felejtesz el? (1979)
- A bolond lány (1980) – Beaurevers
- Agyrémek (1980)
- Glembay Ltd. 1-2. (1980)[17] – Ignjat Jacques Glembay
- Vendégség (1980) – Socino
- Asszonyok (1981)
- Megbízható úriember (1981)[18] – Gróf
- Minden egér szereti a sajtot (1981) – Zakariás (hang is)
- Liszt Ferenc (1982) – Liszt Ferenc
- Lélekvándorlás (1983)
- Zenés TV Színház: Egy szerelem három éjszakája (1986) – Bíró
- Senki nem tér vissza 1-5. (1987) – Horsch
- Miniszter (1988) – Liszt Ferenc
- Ragaszkodom a szerelemhez (1988) – Kálmán
- Erdély aranykora (1989) – Jókai Mór (hang)
- Eszmélet (1989) – Honger Antal
- Hét akasztott (1989)
- Ha már itt a tél (1991) – Márkus professzor
- A szigetvári vértanúk (1996) – Szolejmán
- Mária, Jézus anyja (1999) – Silas (2000-es magyar szinkron)
- Holdfogyatkozás (2002)
- Hóesés Vízivárosban (2004) – Nagyapa
- Micimackó (2005, rövid tévéjáték) – Füles

### Animációs filmek
- Pázmán lovag (1973) – Mesélő (hang)
- Macskafogó 2. – A sátán macskája (2007) – Bob Poljakoff (hang)

## Szinkronszerepei
| Év   | Cím                                   | Szereplő                        | Színész              | Szinkron év |
| ---- | ------------------------------------- | ------------------------------- | -------------------- | ----------- |
| 1935 | És felkel a nap… (1. magyar szinkron) | Makszim                         | Borisz Csirkov       | 1951        |
| 1938 | A nagy hazafi                         | Szergej Borovszkij, a cinkos    | Oleg Zsakov          | 1950        |
| 1938 | Viborgi városrész                     | Makszim                         | Borisz Csirkov       | 1952        |
| 1939 | Szembesítés                           | N/A                             | N/A                  | 1951        |
| 1940 | Egyetemi éveim (1. magyar szinkron)   | Aleksei Pechkov / Gorkij        | Nyikolaj Valbert     | 1952        |
| 1948 | Botrány Clochemerle-ben               | Claudius                        | Jack Gauthier        | 1951        |
| 1950 | Bátor emberek (1. magyar szinkron)    | Vadim Nikolajevich Beleckij     | Oleg Szoljusz        | 1950        |
| 1950 | Megacélozottak                        | N/A                             | N/A                  | 1951        |
| 1951 | Feledhetetlen 1919                    | N/A                             | N/A                  | 1952        |
| 1951 | Fények a faluban                      | N/A                             | N/A                  | 1952        |
| 1952 | A nagy muzsikus                       | Alekszander Szergejevics Puskin | Lev Duraszov         | 1953        |
| 1952 | Tűz a Marica partján                  | Dimo                            | Georgi Georgiev-Getz | 1953        |
| 1954 | Volt egyszer egy király               | N/A                             | N/A                  | 1955        |
| 1955 | Szökevények                           | Michel                          | Michel André         | 1956        |
| 1961 | Az utolsó ítélet (1. magyar szinkron) | Cimino                          | Vittorio Gassman     | 1963        |
| 1962 | Altona foglyai (1. magyar szinkron)   | Franz von Gerlach               | Maximilian Schell    | 1964        |
| 1962 | Szerencse a szerelemben               | A rendőrfőnök                   | Michel Serrault      | 1963        |
| 1963 | Szörnyetegek (1. magyar szinkron)     | Roberto                         | Vittorio Gassman     | 1964        |
| 1971 | A hóhér nem vár                       | Zoula                           | Radovan Lukavský     | 1975        |

## Magyar Rádió
- Kemény Egon–Mesterházi Lajos–Szász Péter–Romhányi József: „Májusfa” (1949. május 1.) Nagyoperett rádióra, az első rádióoperett. Szereplők: Fábry Edit (ének), Ferrari Violetta, Horváth Tivadar, Pándy Lajos, Darvas Iván, Kárpáti Zoltán, Rátonyi Róbert, Rafael Márta, Ruttkai Éva, Gera Zoltán. Rendező: dr. Rácz György. A Fővárosi Operettszínház Zenekarát Majorossy Aladár vezényelte. A „Májusfa-keringőt” a rádiófelvételen (1950) Gyurkovics Mária énekelte.
- Kemény Egon–Erdődy János: „A messzetűnt kedves” (1965) Történelmi daljáték. Szereplők: Fazekas Mihály – Simándy József/Darvas Iván, Pálóczi Horváth Ádám – Palócz László/Láng József, Ámeli – László Margit/Domján Edit, Julika – Andor Éva/Örkényi Éva. Zenei rendező: Ruitner Sándor. Rendezte: László Endre. A Magyar Rádió Szimfonikus Zenekarát Bródy Tamás vezényelte, közreműködött a Földényi kórus.

## Hangjátékok
- Jean Anouilh: Euridike (1947)
- Eötvös József: Magyarország 1514-ben (1948)
- Lévai Endre: Hangok varázslója (1948)
- Sőtér István: Budapesti látomás (1948)
- Vera Ketlinszkaja: Az ifjú város (1949)
- Fischer, Ernst: Megtalált ifjúság (1952)
- Lontai László: Johanna újra itt van (1952)
- Harald Hauser: A weddingi per (1953)
- Don Juan kalandos élete (1965)
- G.B.Shaw: Szonettek fekete hölgye (1965)
- Wolfgang Schreyer: A Walkür-akció (1966)
- Hegedűs Géza: Merlin a varázsló (1967)
- Somerset Maugham: Téli utazás (1967)
- Hegedűs Géza: A veszedelem poétája (1968)
- Somogyi Tóth Sándor: A bíró is halandó (1968)
- Zaid Habukki: A csodatevő mágus (1968)
- Zoltán Péter: A legendás szalmakalap (1968)
- Csokonai Vitéz Mihály: Karnyóné, vagyis a vénasszony szerelme (1969)
- Karinthy Frigyes: Lepketánc (1969)
- Sós György: A szürke autó utasai (1970)
- Dosztojevszkij, Fjodor M.: A Karamazov testvérek (1971)
- Kafka, Franz: A kastély (1971)
- Karácsony Benő: Új élet kapujában (1971)
- Shaw, G. B.: Don Juan a pokolban (1971)
- Sőtér István: Eötvös József élete és művészete (1971)
- Történet a szerelemről és a halálról (1971)
- Alfred Döblin: Berlin-Alexanderplatz (1973)
- Molière: Úrhatnám polgár (1973)
- Karinthy Frigyes: Mennyei riport (1974)
- Alphonse Daudet: Tarasconi Tartarin (1976)
- Mihail Bulgakov: A Mester és Margarita (1976)
- Raszkolnyikov - Jelenetek Dosztojevszkij Bűn és bűnhődés című regényéből (1976)
- Tolsztoj, Lev: Anna Karenina (1977)
- Hieng, Andrej: Cortez visszatér (1978)
- Iván Pál: "Óh! Szabadság, hadd nézzünk szemedbe!" (1981)
- Gyárfás Miklós: Becsületének oka ismeretlen (1985)
- Anatole France: Az istenek szomjaznak (1989)
- Erland Josephson: Egy éj a svéd nyárban (1989)
- Turczi István: Neander kávéház (1989)
- Szentkuthy Miklós: A rézmetszet életre kel (1991)
- Gothár Péter: Felvonulás (1998)

## Díjai, elismerései
- Jászai Mari-díj (1955, 1967)
- Érdemes művész (1969)
- Kiváló művész (1975)
- Kossuth-díj (1978, 1998)
- Ajtay Andor-emlékdíj (1981)
- Erzsébet-díj (1989)
- Ruttkai Éva-emlékdíj (1989)

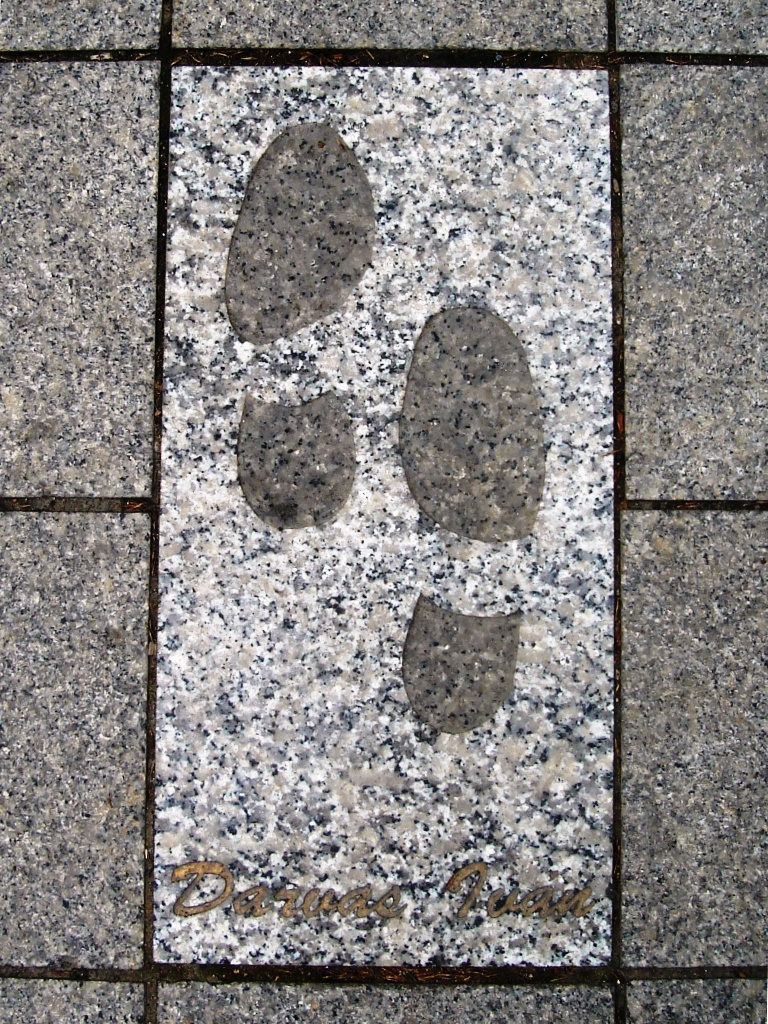
Lábnyoma a Budapesti Operettszínház előtt

- A Magyar Köztársasági Érdemrend középkeresztje a csillaggal /polgári tagozat/ (1995)
- Örökös tag a Halhatatlanok Társulatában (1996)
- Maecenas-díj (1999)
- A filmszemle legjobb férfialakítása (2000)
- A Nemzet Színésze (2000)
- Magyar Filmkritikusok Díja – Legjobb férfi alakítás díja (2001)
- Radnóti Miklós antirasszista díj (2001)
- Gundel művészeti díj (2001)
- Pro Urbe Budapest (2001)
- Súgó Csiga díj (2001)
- Nagy Imre-érdemrend (2002)
- Prima Primissima díj (2003)
- Tornalja díszpolgára (2003)
- Magyar Filmkritikusok Díja – Életműdíj (2003)
- A Magyar Köztársasági Érdemrend nagykeresztje /polgári tagozat/ (2005)
- Szabadság Hőse emlékérem (2006)
- Terézváros díszpolgára (2018) /posztumusz/[19]

## Írásai
- Egy őrült naplója; Nyikolaj Vasziljevics Gogol: Zapiszki szumaszsedsego c. novellája alapján írta Sylvie Luneau, Roger Coggio, ford. és átdolg. Czímer József; Alkotók az előadásról: Horvai István rendezői utasításai, Darvas Iván jegyzetei és rajzai, Mezei Béla fotói; NPI, Bp., 1973 (Szkénetéka, 1.)
- Lábjegyzetek. Budapest, Európa, 2001 ISBN 963-07-7054-7

## Emlékezete

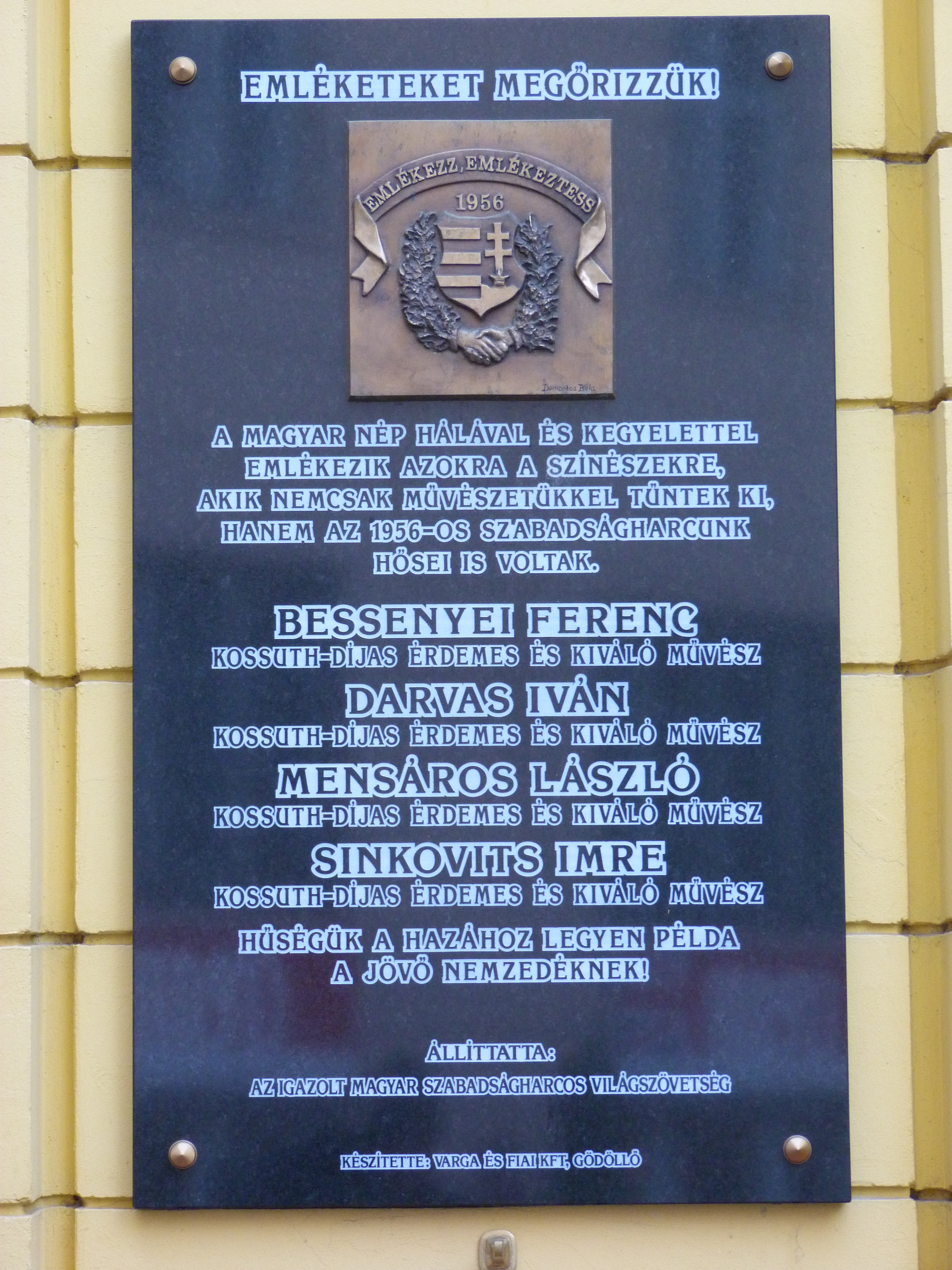
Emléklapja a Corvin közben